# 독일 육군사관학교
독일 육군사관학교(Preußische Hauptkadettenanstalt)는 1873년에 독일 육군군관학교로 첫 설립되어 1882년 독일 육군사관학교로 교명이 개칭되었으며, 이후 1994년에 폐교 조치 처분될 때까지 모두 121년 역사를 남긴 사관학교이다.

## 독일 육사 폐교 이후독일 육군장교모집 여부
1994년 독일 육사 폐교 이후 지금의 독일은 육군 사관후보생 제도로써 육군 장교를 선발 및 양성한다.

## 같이 보기
- 영국 육군사관학교
- 콜롬비아 군사종합전투학교
- 아르헨티나 군사종합전투학교
- 독일 합동련합지휘참모대학교
- 아르헨티나 육군군사참모대학교